# Cassa di Risparmio di Terni e Narni
La Cassa di Risparmio di Terni e Narni, in breve CARIT era un istituto di credito italiano con sede a Terni.

## Storia
La cassa di risparmio viene fondata nel 1846 da un'associazione di cittadini di Terni ed eretta in ente morale in data 5 settembre 1846 (con decreto della Segreteria di Stato a firma del cardinale Tommaso Pasquale Gizzi). Successivamente nella seconda metà del Novecento acquisisce la Cassa di Risparmio di Narni, in difficoltà economiche, fondata nel 1873, e cambia la sua denominazione in Cassa di Risparmio di Terni e Narni. Successivamente nel 1992 viene trasformata in società per azioni con proprietà della Fondazione Cassa di Risparmio di Terni e Narni che progressivamente ha venduto la propria partecipazione azionaria.
Nel novembre 2012 è stata fusa per incorporazione, insieme alla Cassa di Risparmio Città di Castello e alla Cassa di Risparmio di Foligno, nella Cassa di Risparmio di Spoleto (storica banca fondata nel 1836), ridenominata in Casse di Risparmio dell'Umbria. Apparteneva al gruppo bancario Intesa Sanpaolo ed operava con 29 filiali presenti nella provincia di Terni.

## Cronologia storica dei presidenti

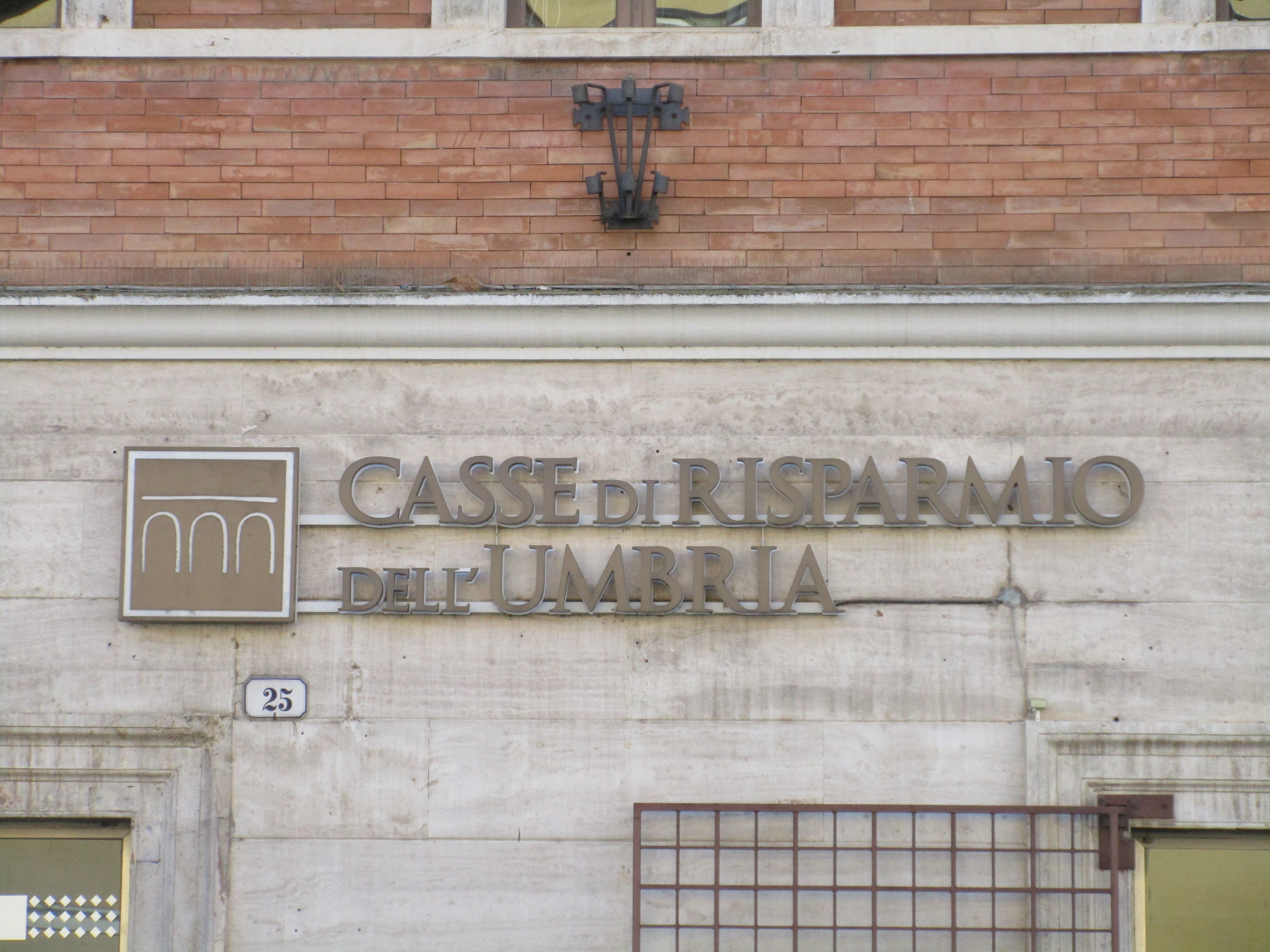
Casse di Risparmio dell'Umbria (2012-16), risultato della fusione di CARIT con Cassa di Risparmio Città di Castello e Cassa di Risparmio di Foligno; il marchio si fuse poi per incorporazione in Intesa Sanpaolo.

- Conte Paolano Manassei
- Avvocato Silvestro Viviani
- Avvocato Nevio Nevi,
- Dottor Faurino Ciucci
- Avvocato Ercole Felice Montani
- Dottor Terenzio Malvetani
- Avvocato Carlo Amati
- Antonio Cassetta
- Dottor Vittorio Galassi

## Ex azionisti
- Intesa Sanpaolo S.p.A. - 75%
- Fondazione CARIT - 25%

Dati ricavati dal sito ufficiale della Società.